# Carl Dahl (dansk konstnär)

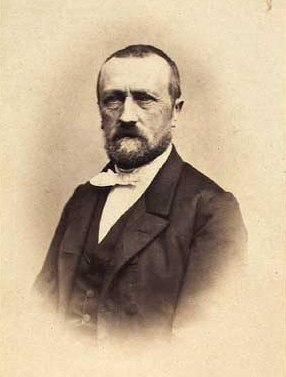
Carl Dahl.

Niels Carl Michaelius Flindt Dahl, född den 24 mars 1812 i Faaborg, död den 7 april 1865 i Köpenhamn, var en dansk marinmålare.

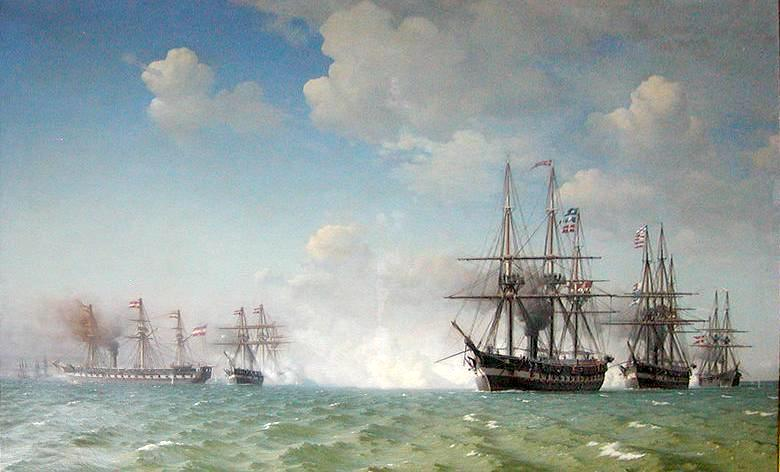
Sjöslaget vid Helgoland.

Dahl var elev till C.W. Eckersberg. Hans erkänt bästa arbete är det tavelsamlingen på Frederiksborg tillhörande Sjöslaget vid Helgoland (1864), som visar honom som en mycket duktig och samvetsgrann tecknare.